# تقويم الآزتك
تقويم الأزتك هو التقويم المستخدم في حضارة الأزتك والحضارات المكسيكية القديمة ويتكون من تقويمين الأول مكون من 260 يوماً وهو التقويم الطقسي ويستخدم لأغراض الزراعة كذلك. وكانت للأيام المقدَّسة لتكريم الآلهة أجندة للتقويم الشمسي، والثاني مكون من 365 يوماً وهو التقويم المدني ويلتقي التقويمان كل 52 عاماً. وهذا التقويم كان متبعاً لدى الأولمك والمايا والزابوتك في أمريكا الوسطى، ومن أشهر تماثيل الأزتك حجر التقويم الذي يزن 22 طناً وقطره 3,7 أمتار، وهو يمثل الكون والعالم بالنسبة للأزتك القدماء. ففي وسط الحجر نقشت صورة وجه الشمس تحيط بها دوائر مصممة لترمز للأيام والسموات. وكان للأزتك تقويمهم الخاص، إذ كان تقويماً دينياً وفلكياً، والسنة المدنية كانت مكونة من 360 يوماً يضاف عليها 5 أيام تستخدم لأغراض إحتفالية دينية، وكلا السنتين كانتا مقسَّمتين لشهور وأسابيع، فكان الشهر 20 يوماً والأسبوع 13 يوماً. وكان تقويم المايا مرتبطاً بالزراعة، ويعتمد على الأرصاد الفلكية.

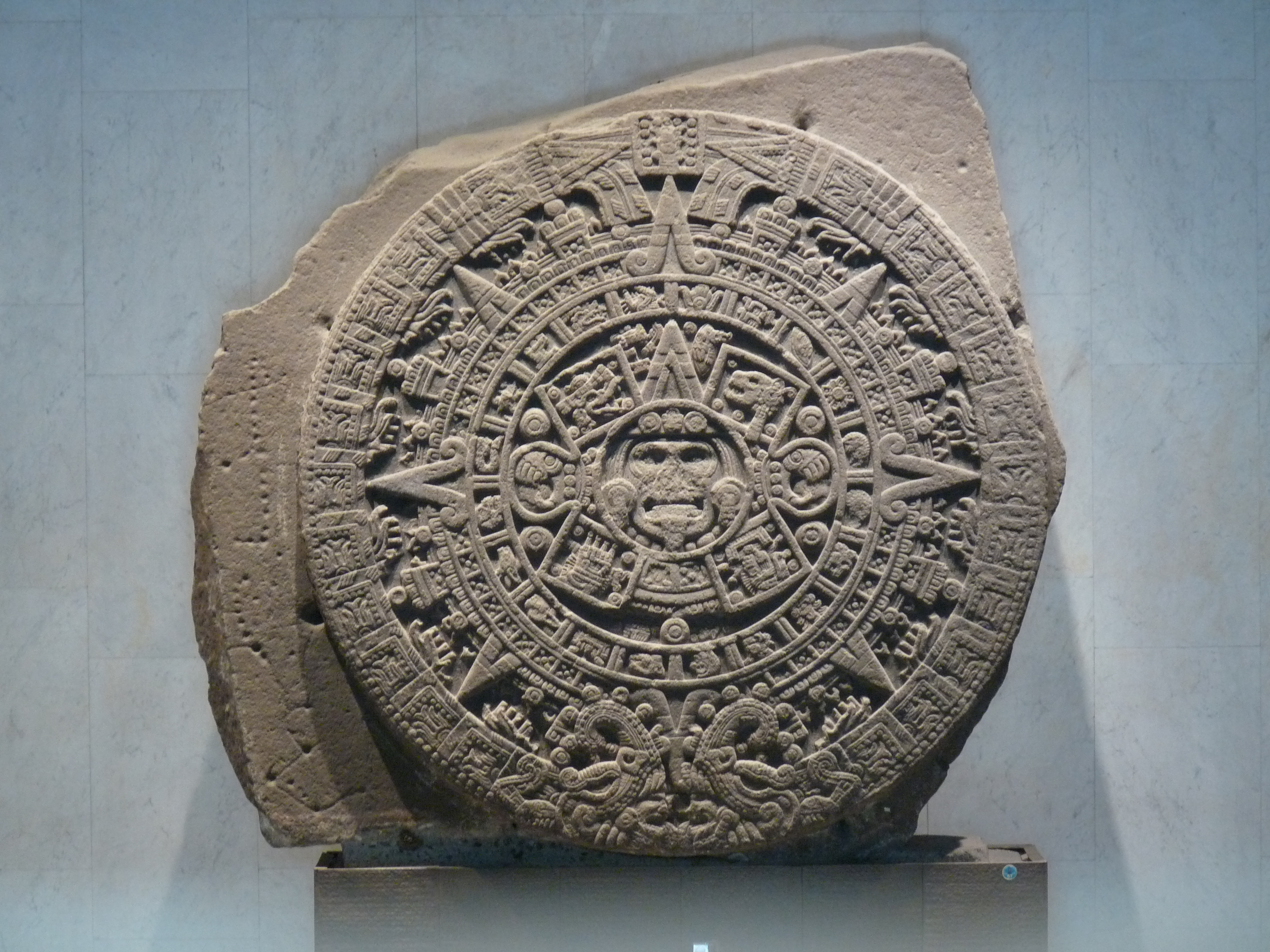
حجر التقويم

## التقويم المدني
يتكون هذا التقويم من 360 يوماً مقسمه على 18 شهر وكل شهر يتكون من 20 يوم، بالإضافة إلى 5 أيام غير مسماة تدعى أحياناً بالأيام غير المحظوظة.

## التقويم المقدس
يتكون هذا التقويم من 260 يوم يستخدم لأغراض دينية وزراعية ويقسم إلى 18 شهراً كل شهر 13 يوماً ويأخذ نظام التسمية فيها شكلاً فريداً حيث يأخذ كل شهر رمز معيناً مثل التمساح أو الحرباء وغيرها ويضاف إلى اسم الشهر، رقم اليوم فمثلاً يسمى اليوم الأول من السنة (واحد تمساح).
و هي كالتالي:
| الشهر | الإسم باللغة الأصلية | الترجمة إلى العربية          |
| ----- | -------------------- | ---------------------------- |
| 1     | سيباكتلي             | التمساح التمساح الوحش التنين |
| 2     | إيهوكاتل             | ريح                          |
| 3     | كالي                 | منزل                         |
| 4     | Cuetzpalin           | سحلية                        |
| 5     | سيتل                 | ثعبان الأفعى                 |
| 6     | ميكيزتلي             | الموت                        |
| 7     | مازاتل               | حيوان الغزلان                |
| 8     | توختلي               | أرنب                         |
| 9     | Ātl                  | ماء                          |
| 10    | Itzcuīntli           | كلب                          |

| الشهر | الاسم باللغة الأصلية | الترجمة إلى العربية |
| ----- | -------------------- | ------------------- |
| 11    | أوزومحتلي            | قرد                 |
| 12    | مالينالي             | عشب                 |
| 13    | Ācatl                | قصب                 |
| 14    | أوكلتل               | جاكوار              |
| 15    | كواوتلي              | نسر                 |
| 16    | Cōzcacuāuhtli        | نسر                 |
| 17    | آلون                 | زلزال               |
| 18    | تيكباتل              | سكين                |
| 19    | Quiyahuitl           | مطر                 |
| 20    | Xōchitl              | ورد                 |

## إعادة بناء التقويم
لقرون عديدة حاول العلماء إعادة بناء التقويم. تم اقتراح نسخة مقبولة على نطاق واسع من قبل البروفيسور رافائيل تينا من المعهد الوطني للأنتروبولوجيا والتاريخ، بناءً على دراسات ساهاغون وألفونسو كاسو من جامعة المكسيك الوطنية المستقلة. يجادل ارتباطه بأن اليوم الأول من سنة Mexica كان 13 فبراير من التقويم اليولياني القديم أو 23 فبراير من التقويم الغريغوري الحالي. باستخدام نفس العدد، فقد كان تاريخ ميلاد Huitzilopochtli ، ونهاية العام ودورة أو «ربطة السنين»، وحفل النار الجديد، يوم تسجيل 1 تيكباتل من العام 2 أكاتل، الموافق تاريخ 22 فبراير. علاقة متبادلة من قبل الباحث المستقل روبن أوتشوا يفسر مخطوطات ما قبل كولومبوس، لإعادة بناء التقويم، مع تجاهل معظم المصادر الاستعمارية الأولية التي تتعارض مع هذه الفكرة، باستخدام طريقة تقترح ربط عدد السنوات بالاعتدال الربيعي ووضع اليوم الأول من العام في اليوم الأول بعد الاعتدال.